# Myrmeleontidae
Los mirmeleóntidos (Myrmeleontidae) son una familia de insectos del orden Neuroptera, conocidos como "hormigas león". Son superficialmente parecidas a libélulas, pero se diferencian por sus robustas antenas uniformes.
El nombre de "hormiga león" se debe a la larva, que vive en suelos arenosos y excava un hoyo en forma de embudo en cuyo fondo se esconde, dejando sobresalir sólo sus mandíbulas. Los insectos pequeños caen en esta fosa y no pueden salir debido a las paredes de arena suelta, de manera que son atrapados por la larva. Todas las larvas de Myrmeleontidae se alimentan de otros insectos, pero no todas las especies cavan ese tipo de trampas.
Hay cientos de especies de mirmeleóntidos. Cuando están desarrolladas completamente, pueden llegar a medir alrededor de 1 cm de longitud. Poseen grandes y poderosas mandíbulas. Pasan la fase de pupa en primavera, en el interior de un capullo recubierto de arena. Los adultos son depredadores, alimentándose de pequeños insectos voladores, orugas y otras especies de Myrmeleontidae. Se comunican por medio de feromonas. Sus huevos los ponen sobre la vegetación, sobre el suelo o ligeramente enterrados.
Se encuentran, sobre todo, en las regiones tropicales, pero en Europa viven algunos géneros, llegando una especie incluso hasta Finlandia. La especie mediterránea Palpares libelluloides merece especial mención, ya que llega a medir 11 cm de envergadura.
Los antiliones se distribuyen por todo el mundo. La mayor diversidad está en los trópicos, pero unas pocas especies se encuentran en zonas frías y templadas, como la europea Euroleon nostras'. Suelen vivir en hábitats secos y arenosos donde las larvas pueden excavar fácilmente sus fosas, pero algunas se esconden bajo los escombros o tienden emboscadas a sus presas entre hojarasca.
Están poco representados en el registro fósil. Myrmeleontiformia es generalmente aceptado como un grupo monofilético, y dentro del Myrmeleontoidea, se cree que los parientes vivos más cercanos de los hormigueros son las moscas (Ascalaphidae). Un estudio de 2019 encuentra que Myrmeleontidae es monofilético, aparte de Stilbopteryginae y Palparinae, que forman clados separados más cercanos a Ascalaphidae. Las acciones depredadoras de las larvas han llamado la atención a lo largo de la historia y los hormigueros se mencionan en la literatura desde la época clásica.

## Descripción

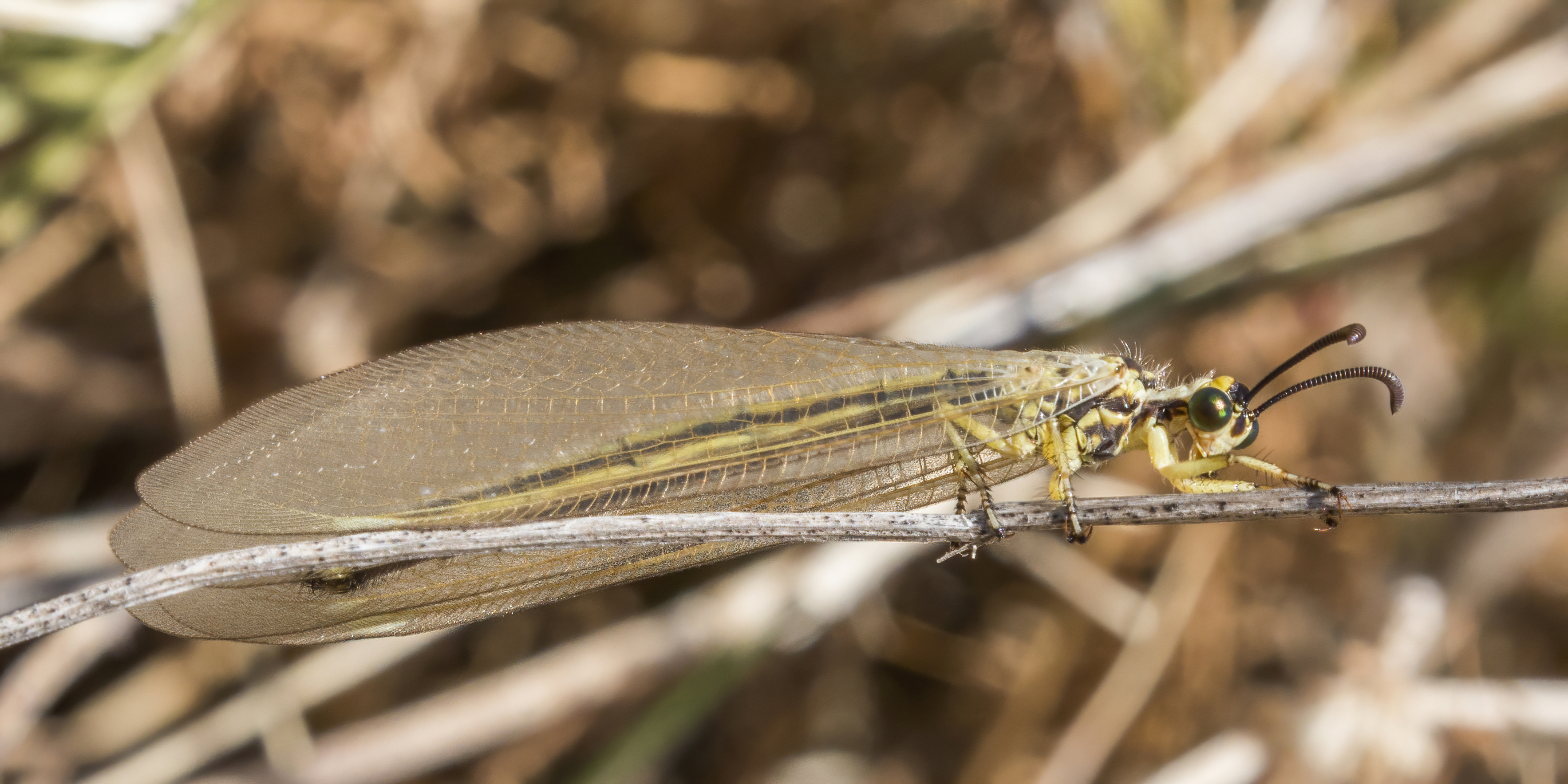
Adulto de Myrmecaelurus trigammus

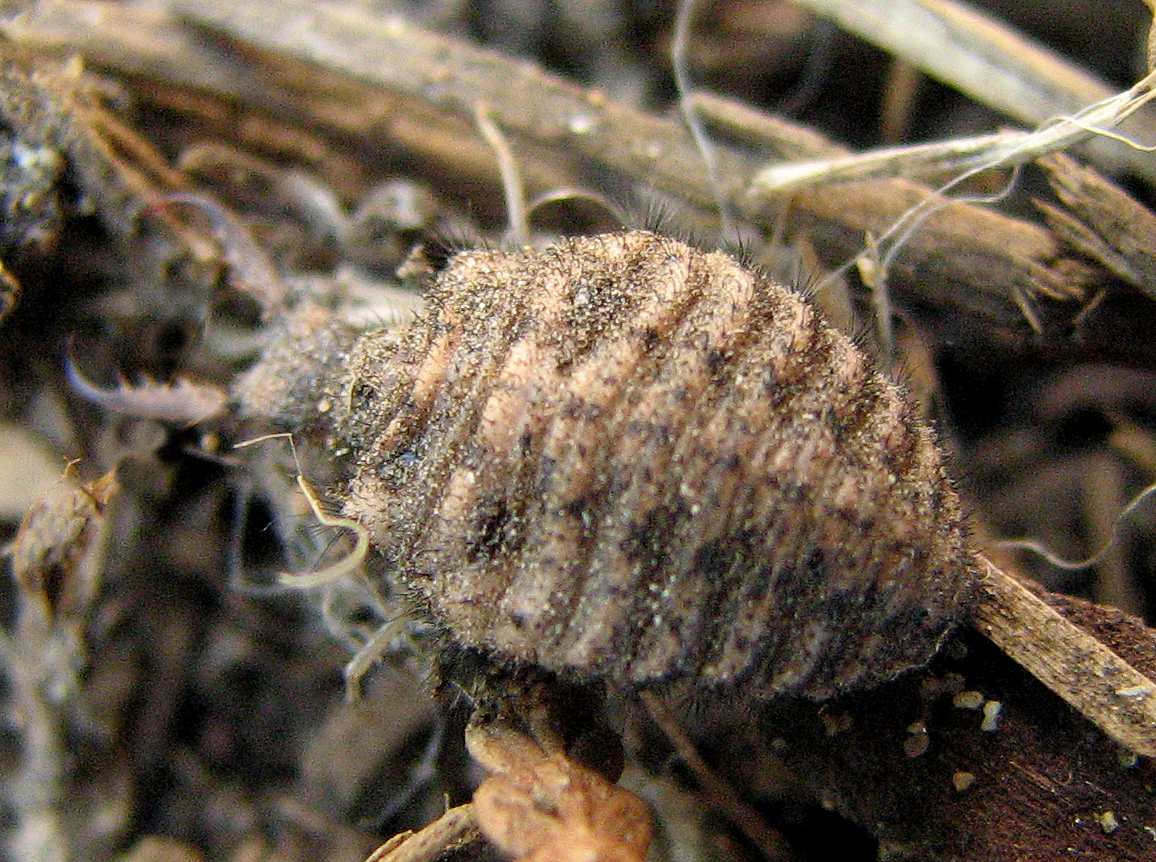
Larva de Myrmeleon immaculatus

Los mirmeleóntidos pueden ser desde neurópteros bastante pequeños hasta muy grandes, con una envergadura que oscila entre 2 y 15 cm. El género africano Palpares contiene algunos de los ejemplos más grandes. Acanthaclisis occitanica es la especie europea más grande, con una envergadura de 11 cm, y la mayoría de las especies norteamericanas se acercan a este tamaño.

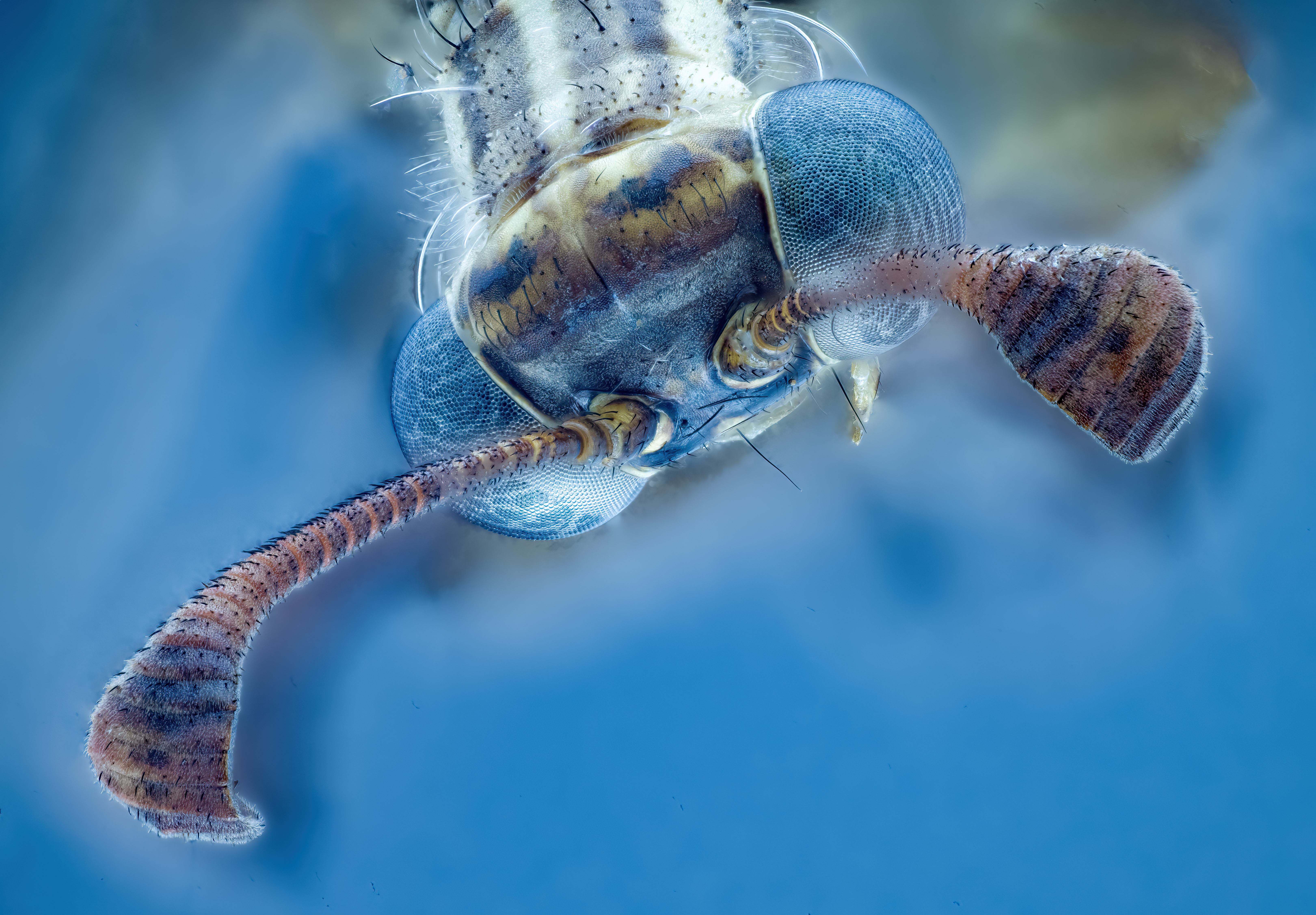
Vella fallax

El adulto tiene dos pares de alas largas, estrechas y multiventadas, y un abdomen largo y delgado. Aunque se asemejan a las libélulas o a las damiselas, pertenecen a una infraclase diferente de insectos alados. Los adultos se distinguen fácilmente de los caballitos del diablo por su prominente antennae, que es tan larga como la cabeza y el tórax juntos. Además, el patrón de venación de las alas difiere, y en comparación con los caballitos del diablo, los adultos son voladores muy débiles y normalmente se encuentran revoloteando por la noche en busca de pareja. Los mirmeleóntidos adultos suelen ser nocturnos, y rara vez se ven de día.
Los machos de la mayoría de las especies tienen una estructura única, una perilla con cerdas conocida como "pilula axillaris", en la base del ala trasera. El abdomen de los machos suele ser más largo que el de las hembras y a menudo tiene un lóbulo adicional. La punta del abdomen de las hembras muestra una mayor variación que la de los machos, dependiendo quizás de los lugares de oviposición, y suele llevar mechones de cerdas para cavar y una extensión en forma de dedo.
La larva del mirmeleóntido tiene un cuerpo robusto fusiforme, un abdomen muy rollizo y un tórax con tres pares de patas para caminar. El protórax forma un delgado "cuello" móvil para la cabeza grande, cuadrada y aplanada, que lleva un enorme par de mandíbulas en forma de hoz con varios salientes afilados y huecos. Las mandíbulas están formadas por las maxilas y mandíbulas; cada una de las mandíbulas contiene un surco profundo sobre el que encaja perfectamente la maxila, formando un canal cerrado para inyectar veneno para inmovilizar a la víctima, y enzimas para digerir sus partes blandas. La larva está revestida de cerdas que apuntan hacia delante y que le ayudan a anclarse y a ejercer una mayor tracción, lo que le permite someter a presas considerablemente mayores que ella. Las larvas de mirmeleóntido son inusuales entre los insectos al carecer de ano. Todos los residuos metabólicos generados durante la fase larvaria se almacenan; una parte se utiliza para hilar la seda para el capullo y el resto es eventualmente vaciado como meconio al final de su estadio de pupa.

## Etimología

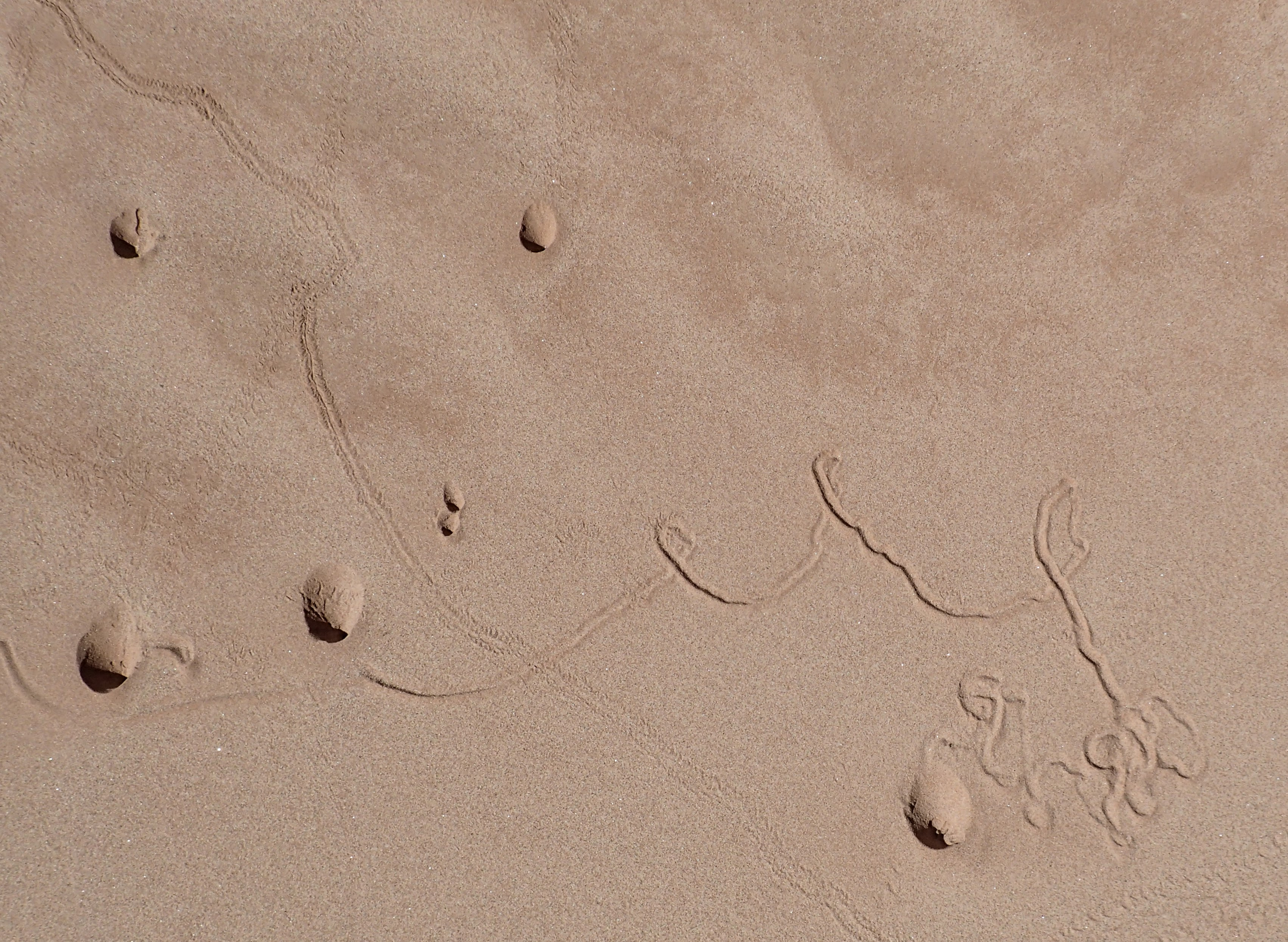
Doodlebug (antlion) doodles y trampas de foso en el Gran Cañón

El significado exacto del nombre "antlion" es incierto. Se ha pensado que se refiere a que las hormigas constituyen un gran porcentaje de las presas del insecto, y que el sufijo "león" sugiere simplemente "destructor" o "cazador". En cualquier caso, el término parece remontarse a la antigüedad clásica. La larva del antlion suele recibir el nombre de "garabato" en Norteamérica debido a los extraños rastros sinuosos y en espiral que deja en la arena al trasladarse, que parecen como si alguien hubiera estado garabateando. 
El nombre científico del género tipo Myrmeleo - y, por tanto, de toda la familia - deriva del griego antiguo léon (λέων) "león" + mýrmex (μύρμηξ) "hormiga", en un calco de los nombres comunes en toda Europa. En la mayoría de las lenguas europeas y de Oriente Medio, al menos las larvas se conocen con el término local correspondiente a "hormiguero".

## Alimentación
Las hormigas león son carnívoras y tanto las larvas como los adultos comen animales pequeños. Se sabe que varias hormigas león viven total o parcialmente de néctar y polen como imago. Es de suponer que algunas especies viven de frutas y de la melaza secretada por los pulgones. Los adultos viven varias semanas y no consumen mucha comida. La larva, por otro lado, es un cazador formidable que a menudo (aunque no siempre, ver más abajo) acecha en una ingeniosa emboscada en busca de presas que pueden ser mucho más grandes que la propia larva. Atrapan insectos que caminan por el suelo y, en la práctica, las que más sufren son las hormigas. Sin embargo, otros insectos también son atacados siempre que no sean demasiado grandes y resistentes.

### Escollos
La mayoría de las especies cavan un hoyo en un suelo arenoso cuando son juveniles moviéndose hacia atrás y en espiral, con la punta del abdomen doblada hacia abajo. Esto crea un agujero en forma de embudo que después de un tiempo puede tener un diámetro de unos 8 centímetros y una profundidad de unos 5 centímetros. Si el agujero es lo suficientemente profundo, la larva se introduce, dejando sólo las mandíbulas visibles porque sobresalen hacia el centro del agujero. El animal en sí no se encuentra directamente debajo del centro del hoyo con el lomo hacia abajo, como a veces se representa, sino al costado del centro. La posición del cuerpo es ligeramente torcida, lo que hace que el cuerpo erizado esté muy firmemente anclado en la arena. Cuando se la molesta, la larva rápidamente excava más profundamente. Cuando una presa pasa por el agujero, caen unos cuantos granos de arena, lo que la hormiga león nota inmediatamente. Esto luego arrojará una lluvia de granos de arena a la presa, lo que hará que tenga menos agarre. La arena se lanza hacia la presa mediante movimientos hacia arriba y hacia abajo de la cabeza; la larva puede arrojar arena a su presa con una fuerza relativamente grande y gran precisión. Si la presa se hunde más hacia las mandíbulas, es atrapada tan rápido como un rayo y arrastrada más bajo la arena. Una vez agarrada la presa con las mandíbulas, se inyecta un veneno paralizante para que la presa capturada no luche por mucho tiempo. La cabeza tiene piezas bucales chupadoras que chupan a la presa hasta que solo queda piel vacía. Luego se retira del nido con un lanzamiento certero. Esto evita que la trampa se llene de insectos muertos y quede inutilizable.

### Larvas
Las larvas a veces pueden aparecer en masa, lo que hace que las trampas se encuentren una al lado de la otra en grupos. Esto significa que la comida debe dividirse entre varias trampas y puede producirse una escasez. Sin embargo, la larva de hormiga león puede verse privada de alimento hasta por ocho meses. A pesar de que las hormigas león suelen presentarse como fabricantes de trampas, este no es el caso para todas las especies. Un gran número de especies son incapaces de fabricar una trampa. Por lo general, viven de noche y cazan activamente a sus presas. Durante el día se entierran en el suelo o se esconden en grietas y hendiduras. Se sabe que las especies del género Glenurus viven en madera muerta o en madrigueras de una tortuga en particular, la tortuga tuza ( Gopherus polyphemus). De todas las especies que se encuentran en los Estados Unidos, la especie Myrmeleon immaculatus es la única que cava trampas como larva, pero también es uno de los representantes más comunes y más conocidos aquí.

### Otros tipos
Las hormigas león no son los únicos insectos cuyas larvas cazan a sus presas desde sus madrigueras. Este comportamiento también se conoce en las larvas del escarabajo de arena. Sin embargo, estas no crea una trampa, sino que cavan un túnel directamente hacia abajo en el que se encuentra el cuerpo. La abertura superior se cierra con la cabeza y, en cuanto se acerca una presa adecuada, se agarra rápidamente con las mandíbulas.

## Ciclo vital

El ciclo vital de Distoleon tetragrammicus.

Aparte de los taxones formadores de fosas, la biología de los miembros de la familia Myrmeleontidae, a la que pertenecen los hormigueros, ha sido poco estudiada. El ciclo vital comienza con la oviposición (puesta de huevos) en un lugar adecuado. La hembra del hormiguero golpea repetidamente con la punta de su abdomen el posible lugar de puesta y luego inserta su ovipositor en el sustrato y pone un huevo.
Dependiendo de la especie y de dónde viva, la larva se oculta bajo hojas, escombros o trozos de madera, se esconde en una grieta o excava un hoyo en forma de embudo en material suelto. Como depredador de emboscadas, la captura de presas es arriesgada porque la comida llega de forma impredecible y, para aquellas especies que fabrican trampas, mantener una es costoso. Por ello, las larvas tienen tasas metabólicas bajas y pueden sobrevivir durante largos periodos sin alimento. Pueden tardar varios años en completar su ciclo vital; maduran más rápido con comida abundante, pero pueden sobrevivir muchos meses sin alimentarse. En climas más fríos excavan a mayor profundidad y permanecen inactivos durante el invierno.

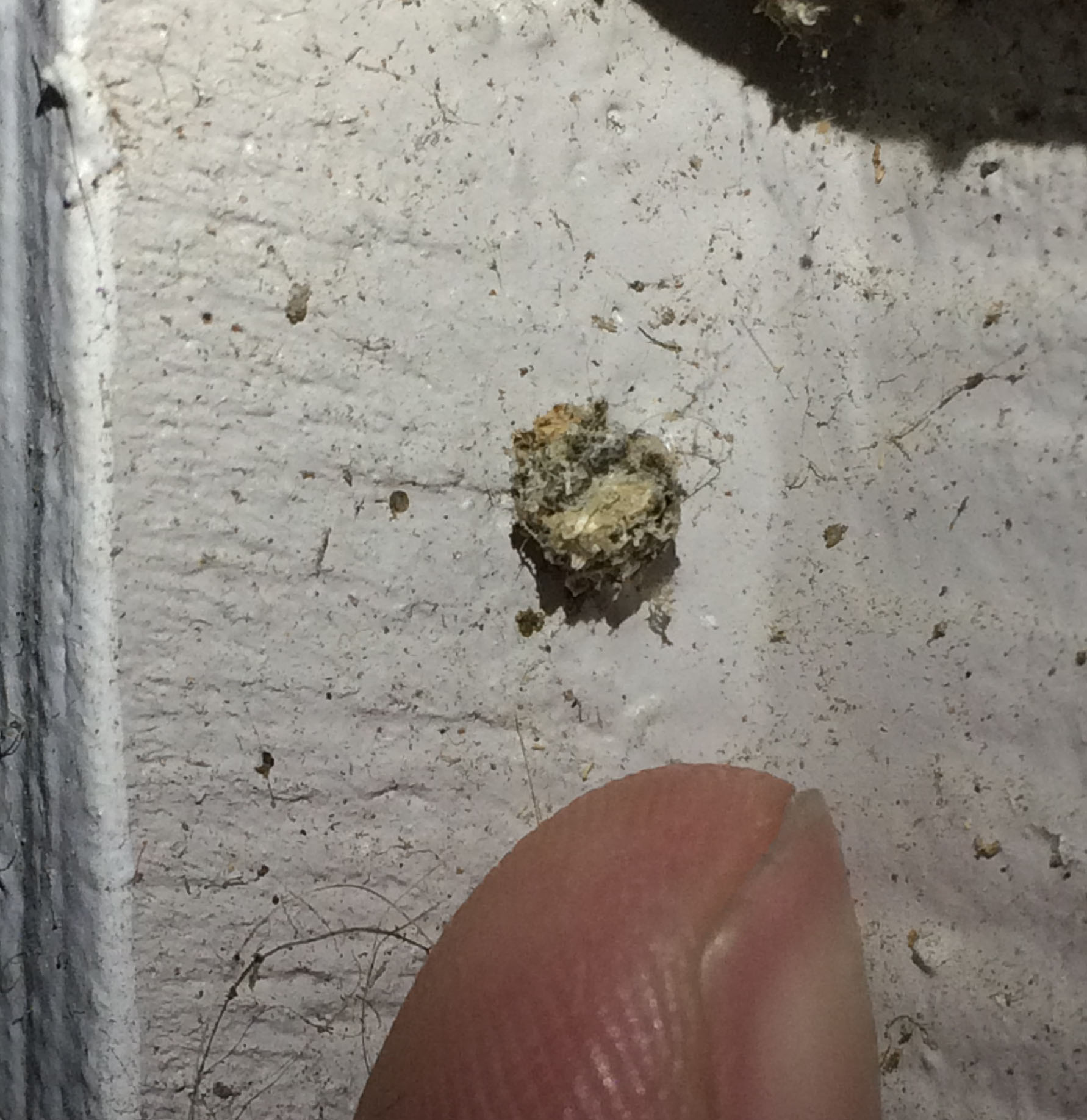
Un capullo de hormiguero en el lateral de una casa.

Cuando la larva alcanza su tamaño máximo, se torna pupa y sufre metamorfosis. Forma un capullo globular de arena u otro sustrato local pegado con fina seda hilada de una delgada espina en el extremo posterior del cuerpo.  El capullo puede enterrarse a varios centímetros de profundidad en la arena. Tras completar su transformación en insecto adulto a lo largo de aproximadamente un mes, emerge de la caja, dejando atrás el tegumento de pupa, y se dirige a la superficie. Al cabo de unos veinte minutos, las alas del adulto están completamente abiertas y vuela en busca de pareja. El adulto es considerablemente más grande que la larva, ya que las hormigas león presentan la mayor disparidad de tamaño entre larva y adulto de todos los insectos holometábolos. Esto se debe a que el exoesqueleto del adulto es extremadamente delgado y endeble, con una densidad excepcionalmente baja. El adulto suele vivir unos 25 días, pero algunos insectos sobreviven hasta 45 días.